# Dansk Kvindesamfund

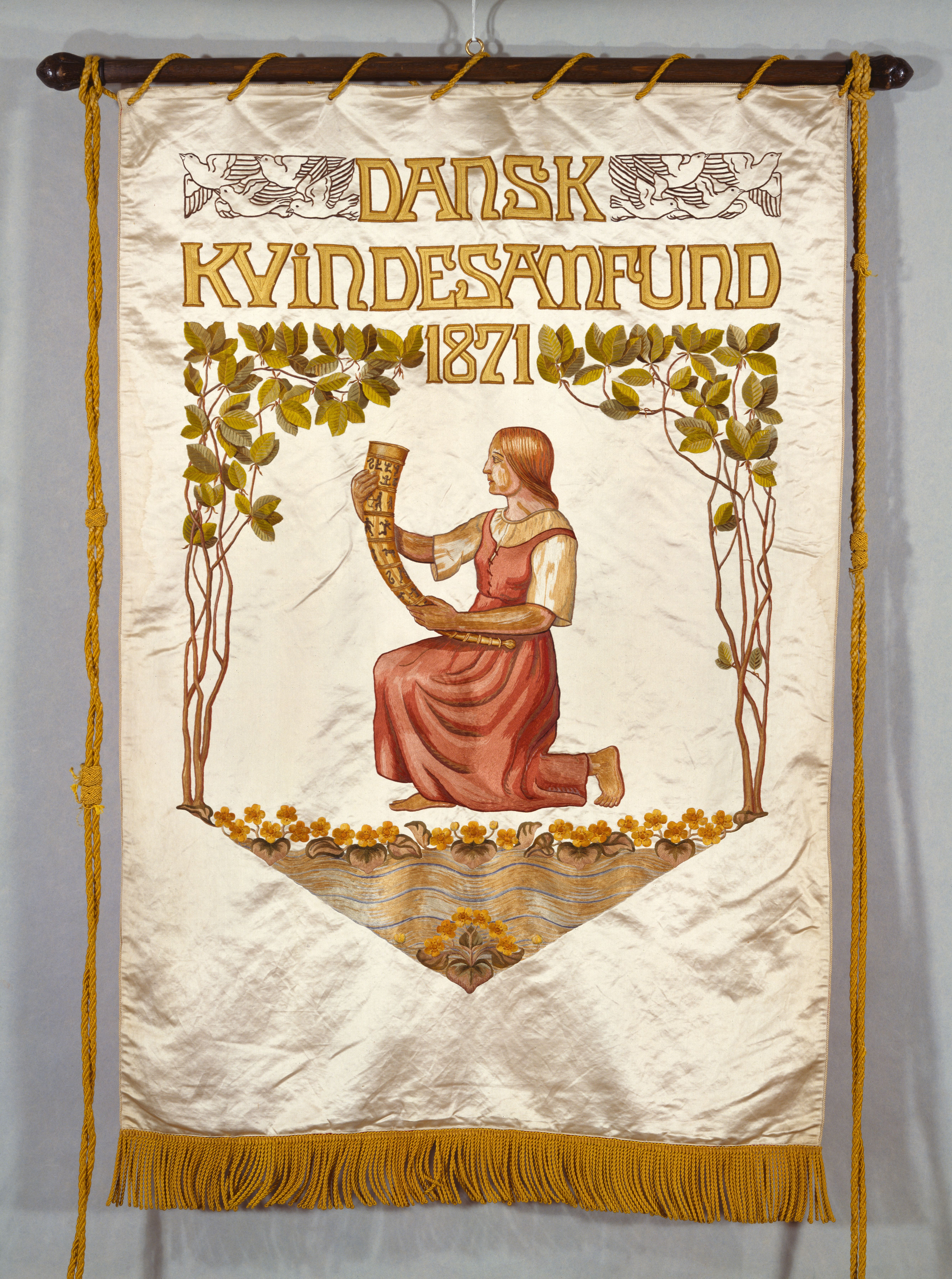
Dansk Kvindesamfund Banner, 1871

Dansk Kvindesamfund (DK) (deutsch Dänische Frauengesellschaft) ist die älteste dänische Frauenorganisation. Sie wurde am 24. Februar 1871 in Kopenhagen unter anderem von der dänischen Frauenrechtlerin Matilde Bajer (1840–1934) gegründet. Dansk Kvindesamfund setzt sich für die Gleichstellung der Geschlechter ein und hat vor allem bürgerliche Frauen organisiert, war aber stets parteipolitisch neutral.

## Geschichte

### Gründung
Es ist etwas unklar, wer zusammen mit Matilde Bajer Dansk Kvindesamfund gegründet hat. Bei der Darstellung der Geschichte von Dansk Kvindesamfund auf der eigenen Homepage wird es ihrem Ehemann, dem dänischen Politiker Fredrik Bajer (1837–1922) zugeschrieben. Das „Dansk Kvindebiografisk Leksikon“ nennt die Lehrerinnen Elisabet Ouchterlony (1842–1890) und Tagea Johansen sowie die Journalistin Caroline Testman (1939–1919) als Mitgründerinnen.
Dansk Kvindesamfund wurde am 24. Februar 1871, damals mit dem Untertitel "Comité local de l'association internationale des femmes" gegründet. Erste Vorsitzende der Gesellschaft war Mathilde Bajer und die Autorin Caroline Testman Schatzmeisterin.
Zu den frühesten Mitgliedern des Vereins gehörte die Schriftstellerin Mathilde Fibiger (1830–1872), nach der der Verein im Jahr 1970 die Aktivistengruppe Mathildes Børn (deutsch Mathildes Kinder) und den Mathildeprisen (deutsch Mathilde-Preis) benannte, der an eine Frau, einen Mann oder eine Vereinigung verliehen werden kann, deren Arbeit die Dansk Kvindesamfund als bemerkenswert empfunden hat.
Im Laufe ihrer Geschichte hat Dansk Kvindesamfund eine zentrale und einigende Rolle in der Frauenbewegung gespielt, sowohl auf lokaler Ebene, wo die Organisation normalerweise den Kern der lokalen Frauenbewegung bildete, als auch auf nationaler Ebene, wo Dansk Kvindesamfund zahlreiche prominente Politikerinnen und Intellektuelle angezogen hat. Damit hat die Organisation als Sprachrohr und Interessenvertretung für bedeutende Fraueninteressen maßgeblichen Einfluss ausgeübt.

### Zeitraum bis 1900
Der erste Paragraph der Satzung der Dansk Kvindesamfund betonte, dass die Absicht der Gesellschaft darin bestand, „die Frau in geistiger, moralischer und wirtschaftlicher Hinsicht zu erziehen und sie damit auch zu einem unabhängigeren Mitglied von Familie und Staat zu machen, insbesondere durch die Öffnung ihres Zugangs zur Selbständigkeit“.
Der provokative Vorschlag für politische Bürgerrechte für Frauen einzutreten wurde erstmals 1884 von Dansk Kvindesamfund als Vorschlag zur Änderung der Vereinssatzung diskutiert, aber der Vorschlag wurde abgelehnt. Im Jahr 1887 wurde jedoch die folgende Programmerklärung angenommen: Der Zweck der Dansk Kvindesamfund ist es, Frauen zu stärken und sich für ihre Gleichberechtigung in Familie, Gesellschaft und Staat einzusetzen.
Die Umformulierung ändert nichts an der Tatsache, dass im Jahr 1887 sich Dansk Kvindesamfund offen dafür einsetzt, dass Frauen das kommunale Wahlrecht erhalten. Die Dänische Frauengesellschaft sammelte Unterschriften in Kopenhagen, um den Vorschlag des Parlamentsmitgliedes Fredrik Bajer für das kommunale Frauenwahlrecht zu unterstützen. Die Unterschriften wurden dem Parlament am 17. Februar 1887 übergeben. Im darauffolgenden Jahr sammelte Dansk Kvindesamfund Unterschriften aus ganz Dänemark.
Bis 1900 wurde vor allem für den Zugang von Frauen zu Bildung und Selbständigkeit sowie für verheiratete Frauen zu eigenen finanziellen Mitteln gekämpft. In der Moralfehde in den 1880er Jahren distanzierte sich Dansk Kvindesamfund scharf von männlicher Unmoral und Doppelmoral.

### Zeitraum nach 1900

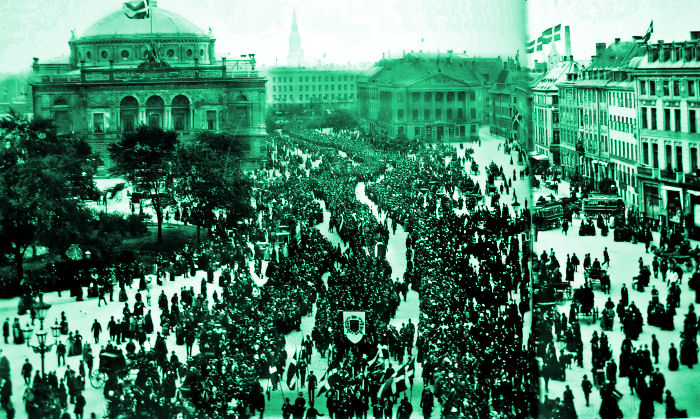
Demonstrationszug dänischer Frauen nach Christiansborg (hier: Kongens Nytorv) am 4. Juni 1915

Erst 1906 kam die Forderung nach dem Wahlrecht für Frauen in das Programm des Dansk Kvindesamfund. Nachdem die Verfassung am 5. Juni 1915 Frauen das aktive und passive Wahlrecht für den Dänischen Reichstag zugesprochen hatte, verabschiedete Dansk Kvindesamfund eine neue Zweckbestimmung, wonach für die Entwicklung und Stärkung von Frauen für die volle bürgerliche Verantwortung und Arbeit gearbeitet werden sollte, für die Gleichstellung von Frauen mit Männern und für die Bedingungen von Frauen und Kindern. Im Zuge des Wahlrechts verabschiedete der Reichstag eine Reihe wichtiger Gleichstellungsgesetze, darunter 1919 die Gesetze zur gleichen Entlohnung für öffentlich angestellte Frauen und 1921 das Gesetz über den gleichen Zugang von Frauen und Männern zu Stellen im öffentlichen Dienst.

### Zeitraum bis 1960
Die Zeit zwischen dem Ersten und dem Zweiten Weltkrieg war geprägt von Rückschlägen und Angriffen auf errungene Frauenrechte. Zu den von Dansk Kvindesamfund in den 1930er Jahren vorgebrachten Fällen gehörten das Recht verheirateter Frauen auf Arbeit, Forderungen nach einer Reform des Schwangerschaftsrechts und Forderungen nach einer stärkeren politischen Vertretung von Frauen. Nach dem Zweiten Weltkrieg wurde die Sozial- und Familienpolitik zum neuen großen Arbeitsfeld von Dansk Kvindesamfund.

### Die 1960er Jahre
Nach 1960 lag der Schwerpunkt auf der Arbeit von Frauen im Freien und auf Arbeitsmarktfragen. In den späten 1960er Jahren wurde die Einführung der kostenlosen Abtreibung zu einem ernsthaften Thema in Dansk Kvindesamfund, und viele junge Abtreibungsbefürworter verließen die Organisation. Dansk Kvindesamfund nahm das Thema Abtreibung 1966 in ihr Programm auf und beschloss auf ihrer nationalen Versammlung 1969, den freien Zugang zur Abtreibung zu unterstützen, da 223 dafür stimmten, 62 dagegen, 23 sich enthielten.
Die Zweckbestimmung des Dansk Kvindesamfund aus dem Jahr 1968 besagte, dass sich der Verein für „die volle Gleichstellung von Frauen und Männern einsetzt, damit sie ihre Bemühungen in Haushalt, Geschäft und öffentlichem Leben unter gleichen Bedingungen ausüben können“.

### Zeitraum bis 2000
Die Arbeit des Dansk Kvindesamfund war in den 1970er und 1980er Jahren von den Auswirkungen der Gleichstellung der Geschlechter geprägt, aber nach 1970 verlor Dansk Kvindesamfund zunehmend an Boden gegenüber der neuen Frauenbewegung wie z. B. Rødstrømpebevægelsen, die aus der amerikanischen sozialistischen Frauenbewegung „Redstockings“ hervorging.
Seit Ende der 1990er Jahre hat Dansk Kvindesamfund durch eine enge Zusammenarbeit mit der International Alliance of Women großen Wert auf die Aufklärungsarbeit über die Rechte der Frau sowohl für eingewanderte Frauen in Dänemark als auch international gelegt. Gewalt gegen Frauen ist ein weiterer Schwerpunktbereich, und in diesem Zusammenhang hat Dansk Kvindesamfund im Jahr 2006 ein Krisenzentrum in Kopenhagen (Dansk Kvindesamfunds Krisecenter) eröffnet.
Dansk Kvindesamfund unterstützt die Rechte von LGBT (Lesbian, Gay, Bisexual and Transgender) und hat erklärt, dass sie Homophobie und Transphobie sehr ernst nimmt und dass „wir alle Initiativen unterstützen, die die Rechte von Schwulen und Transgender-Personen fördern“ und dass „wir LGBTQA als enge Verbündete im Kampf gegen Ungleichheit sehen und gemeinsam für eine Gesellschaft kämpfen, in der Geschlecht und Sexualität den Einzelnen in keiner Weise einschränken dürfen.“
Die Mitgliederzahl von Dansk Kvindesamfund, die um den Zweiten Weltkrieg herum ca. 15.000 Mitglieder, verteilt auf etwas mehr als 100 Ortskreise betrug, war im Jahr 2013 auf ca. 500 Mitglieder in 11 Kreisen gesunken.
Dansk Kvindesamfund ist Mitglied bei der International Alliance of Women und ist somit eine Schwesterorganisation von Norsk Kvinnesaksforening, Kvenréttindafélag Íslands und Fredrika-Bremer-Förbundet.

## Frauenzeitschrift: Kvinden & Samfundet
Kvinden og Samfundet, heute: Kvinden & Samfundet (deutsch Frauen & Gesellschaft) ist die älteste noch existierende Frauenzeitschrift der Welt, die seit dem 2. Januar 1885 von Dansk Kvindesamfund mit dem Zweck herausgegeben wird, „Informationen über die Stellung der Frau in Dänemark bereitzustellen“. Das Magazin wurde schnell zu einem Forum für zeitgenössische Frauendebatten und brachte auch Kurzgeschichten und Rezensionen. Finanziell war es immer ein Ärgernis, und infolgedessen schwankte die Veröffentlichungsrate von einer wöchentlichen zu einer jährlichen Ausgabe.

## Stipendien
Dansk Kvindesamfund vergibt jährlich mehrere Stipendien:
- Dansk Kvindesamfunds Fællesfond: Vergabe bevorzugt an Frauen in Ausbildung
- Jutta Bojsen-Møllers Legat: Vergabe bevorzugt an Frauen in Ausbildung
- Hulda Pedersens Legat: Das Stipendium unterstützt Initiativen, deren Zweck es ist, die volle Gleichstellung der Geschlechter zu fördern – z. B. frauenpolitische Initiativen, Frauen- und Geschlechterforschung, Publikationen, Projekte und dergleichen, die auf die oben genannten Zwecke gerichtet sind.[9]

## Vorsitzende von Dansk Kvindesamfund

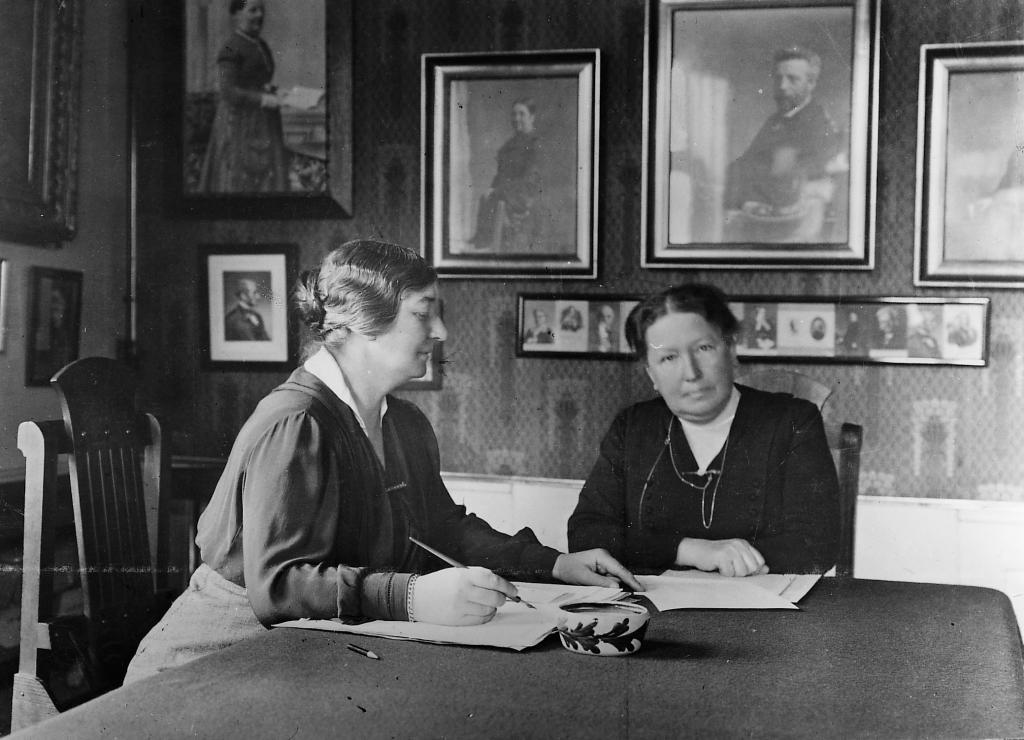
Julie Arentholt (links) und Gyrithe Lemche (rechts), Dansk Kvindesamfund, 1922

| Zeitraum  | Vorsitzende                                 |
| --------- | ------------------------------------------- |
| 1871      | Matilde Bajer                               |
| 1872      | Severine Casse                              |
| 1872–1883 | Caroline Testman                            |
| 1883–1887 | Marie Rovsing                               |
| 1887û1894 | Kirstine Frederiksen (mit Unterbrechungen)* |
| 1890      | Anne Bruun*                                 |
| 1892–1893 | Birgitte Berg Nielsen*                      |
| 1894–1910 | Jutta Bojsen-Møller                         |
| 1910–1912 | Marie Riising-Rasmussen                     |
| 1912–1918 | Astrid Stampe Feddersen                     |
| 1918–1921 | Julie Arenholt                              |
| 1921–1922 | Gyrithe Lemche                              |
| 1922–1924 | Karen Hessel                                |
| 1924–1931 | Elisa Petersen                              |
| 1931–1936 | Marie Hjelmer                               |
| 1936–1941 | Edel Saunte                                 |
| 1941–1943 | Andrea Hedegaard                            |
| 1943–1947 | Ingrid Larsen                               |
| 1947–1948 | Margrethe Petersen                          |
| 1948–1951 | Erna Sørensen                               |
| 1951–1956 | Hanne Budtz                                 |
| 1956–1958 | Karen Rasmussen                             |
| 1958–1964 | Lis Groes                                   |
| 1964–1966 | Inger Wilfred Jensen                        |
| 1966–1968 | Nathalie Lind                               |
| 1968      | Grete Munk*                                 |
| 1968–1971 | Eva Hemmer Hansen                           |
| 1971–1974 | Grete Munk                                  |
| 1974–1981 | Grethe Fenger Møller                        |
| 1981–1983 | Jytte Thorbek                               |
| 1983–1987 | Helle Jarlmose                              |
| 1987–1991 | Lene Pind                                   |
| 1991–1993 | Benthe Stig                                 |
| 1993–1995 | Brita Foged                                 |
| 1995–1999 | Lenie Persson                               |
| 1999      | Agnete Munck*                               |
| 1999–2011 | Karen Hallberg                              |
| 2011–2019 | Lisa Holmfjord                              |
| 2019–     | Helena Gleesborg Hansen*                    |

- Vorübergehend